# 媒体经济学
媒体经济学主要研究大众媒体所特有的经济理论和实践问题。
媒体经济学关注的重点是媒体公司和分支学科的经济行为和实践，包括新闻和新闻业、影视业、娱乐，印刷、广播、移动通信、互联网、广告和公共关系等。媒体反常行为、媒体所有权与集中制、市场份额、知识产权、经济竞争战略、公司经济、“媒体税”和其他问题也被认为是该领域的一部分。
媒体经济受社会、文化和经济的影响。对媒体经济问题的常规研究始于20世纪70年代。20世纪80年代，随着美国和欧洲大学课程的增加，这一学科蓬勃发展。由该学科奠基人之一Robert G. Picard编写的《传媒经济之旅》于1988年出版。从那时起，研究领域不断扩大，以至于现有数百所大学设立了媒体经济学课程和研究项目。其他在该领域作出突出贡献者包括Steven S. Wildman、Alan Albarran、Bruce M. Owen、Ben Compaine、Ghislain Deslandes、Stuart McFadyen、Gillian Doyle、Karl Erik Gustafsson、Lucy Küng、Gregory Ferrell Lowe、Nadine Toussaint Desmoulins、Achour Fenni、Amanda D. Lotz以及Stephen Lacy等。
在学术界，媒体经济学的研究方式取决于研究机构的历史及其传统。在一些大学里，媒体经济学从属于商业或经济学院，而在另一些大学中则从属于通信、媒体或新闻学院。
术语“文化经济学”与“媒体经济学”常被混淆。两者区别在于，文化经济学包括各种不一定涉及到媒介传播的实例，如博物馆、交响乐、歌剧和节日。这些实例有时可能会涉及到媒体经济问题，例如，音频或视频以演出或博物馆藏品为主题制作而成时。

## 世界范围内的媒体
世界上的电台和电视台并没有被详尽地记载过。全美廣播事業者聯盟 引用了美国中央情报局《世界概况》的估计。该报告称，“截至2000年1月，全世界存在21500个电视台和逾44000个广播站。
美国联邦通信委员会提供了《1990年授权广播站总数的索引清单》，该清单中称，截至2004年3月31日，广播电台的总数如下表所示：
| 电台类型       | 数量  |
| -------------- | ----- |
| AM RADIO       | 4781  |
| FM RADIO       | 6224  |
| FM EDUCATIONAL | 2471  |
| 总计           | 13476 |

| 电台类型           | 数量 |
| UHF COMMERCIAL TV  | 773  |
| VHF COMMERCIAL TV  | 589  |
| ------------------ | ---- |
| UHF EDUCATIONAL TV | 255  |
| VHF EDUCATIONAL TV | 127  |
| 总计               | 1744 |

| 电台类型             | 数量 |
| -------------------- | ---- |
| CLASS A UHF STATIONS | 498  |
| CLASS A VHF STATIONS | 112  |
| 总计                 | 610  |

| 电台类型                  | 数量 |
| ------------------------- | ---- |
| FM TRANSLATORS & BOOSTERS | 3842 |
| UHF TRANSLATORS           | 2658 |
| VHF TRANSLATORS           | 2079 |
| 总计                      | 8579 |

| 电台类型         | 数量 |
| UHF LOW POWER TV | 1605 |
| VHF LOW POWER TV | 523  |
| 总计             | 2128 |

## 广告收入
美国广播广告局（RAB）的一份报告指出，2001年美国电台收入为177亿美元，广播总收入为544亿美元。2002年美国电台的收入达到194亿美元，比2001年增长了5.7%。

## 广告支出
2002年，福克斯称，“广告商们每年大约花费1500亿美元，来赞助电视和广播节目，并期望能从购买他们的产品和服务的消费者那里获取两到三倍的回报。从20世纪70年代到90年代，以普通美国人为受众的广告数量从560个/天增加到3000个/天。”阿德勒等人于1977年的研究表明，当时以儿童为受众的广告数量仅有约2万/年；到20世纪90年代，昆克尔、Gantz及斯特拉斯堡等人称，该数量已经增长到超过4万/年。